# Ship of Fools
Ship of Fools – pierwszy singel brytyjskiego duetu Erasure z trzeciego albumu studyjnego The Innocents.

## Lista utworów
EBX2.3 – Ship Of Fools
1. Ship of Fools
2. When I Needed You
3. Ship of Fools – Shiver Me Timbers Mix
4. River Deep, Mountain High – Warm Depths Mix
5. When I Needed You – Melancholic Mix
6. Ship of Fools – RC Mix
7. River Deep, Mountain High – Private Dance Mix